# Analytische filosofie
De analytische filosofie is een stijl van filosoferen in de hedendaagse filosofie die gekenmerkt wordt door het streven naar helderheid in verwoording en argumentatie van het ideeëngoed, meer in het bijzonder in de natuurwetenschappen. Deze filosofie ging vooral in de Angelsaksische landen overheersen in de 20e eeuw.
Meestal wordt de continentale filosofie, die vooral op het Europese continent bedreven zou worden, beschouwd als tegenhanger van de analytische filosofie, al moet het adjectief continentaal niet al te letterlijk opgevat worden. Ook de Duitser Gottlob Frege en de filosofen van de Wiener Kreis, die uiteraard van continentaal Europa afkomstig waren, hebben aanzienlijk bijgedragen aan de analytische filosofie.

## Definitie
Vanaf het ontstaan van de term in het begin van de 20e eeuw was het moeilijk om een definitie te geven op basis van gemeenschappelijke filosofische ideeën. Gemakkelijker was het om de term te contrasteren met andere stromingen. In het begin was de analytische filosofie vooral een tegenstander van het Brits idealisme en van traditionele filosofie in het algemeen. Later werd het de tegenhanger voor de fenomenologie van Edmund Husserl, het existentialisme van Jean-Paul Sartre en de 'continentale' of postmoderne filosofie van Martin Heidegger en later Jacques Derrida.
Uit Michael E. Rosens bespreking van het contrast tussen analytische en continentale filosofie kunnen we echter een aantal kenmerken distilleren, in een poging om tot een definitie te komen. Volgens Rosen heeft de analytische filosofie volgende eigenschappen:
- Een sterk vertrouwen in de natuurwetenschappen om de wereld te beschrijven.
- Het benaderen van filosofische problemen los van de historische oorsprong of historische determinanten als de tijdruimtelijke, taalkundige en culturele context.
- Interesse in de analyse van het filosofisch probleem van de interpretatie van de wereld, in tegenstelling tot de continentale filosofie, die zich meer richtte op de menselijke conditie.
- Minder nadruk op metafilosofie, dit is het wetenschappelijk nadenken over de aard en de methode van de filosofie.

Rosen acht deze kenmerken niet expliciet aanwezig bij alle analytische filosofen. Het zijn eerder familieverwantschappen tussen de verschillende stromingen, werken of auteurs binnen de analytische filosofie.
Omwille van de aandacht voor taal en betekenis wordt de analytische filosofie vaak (maar misschien onterecht) verbonden met de linguistic turn in de filosofie, waarbij taal als hét onderwerp van de filosofie en taalanalyse de standaardmethode van de filosofie worden beschouwd. Deze interesse voor taal was destijds tamelijk nieuw in de filosofie.

## Geschiedenis

### Het ontstaan van de analytische filosofie

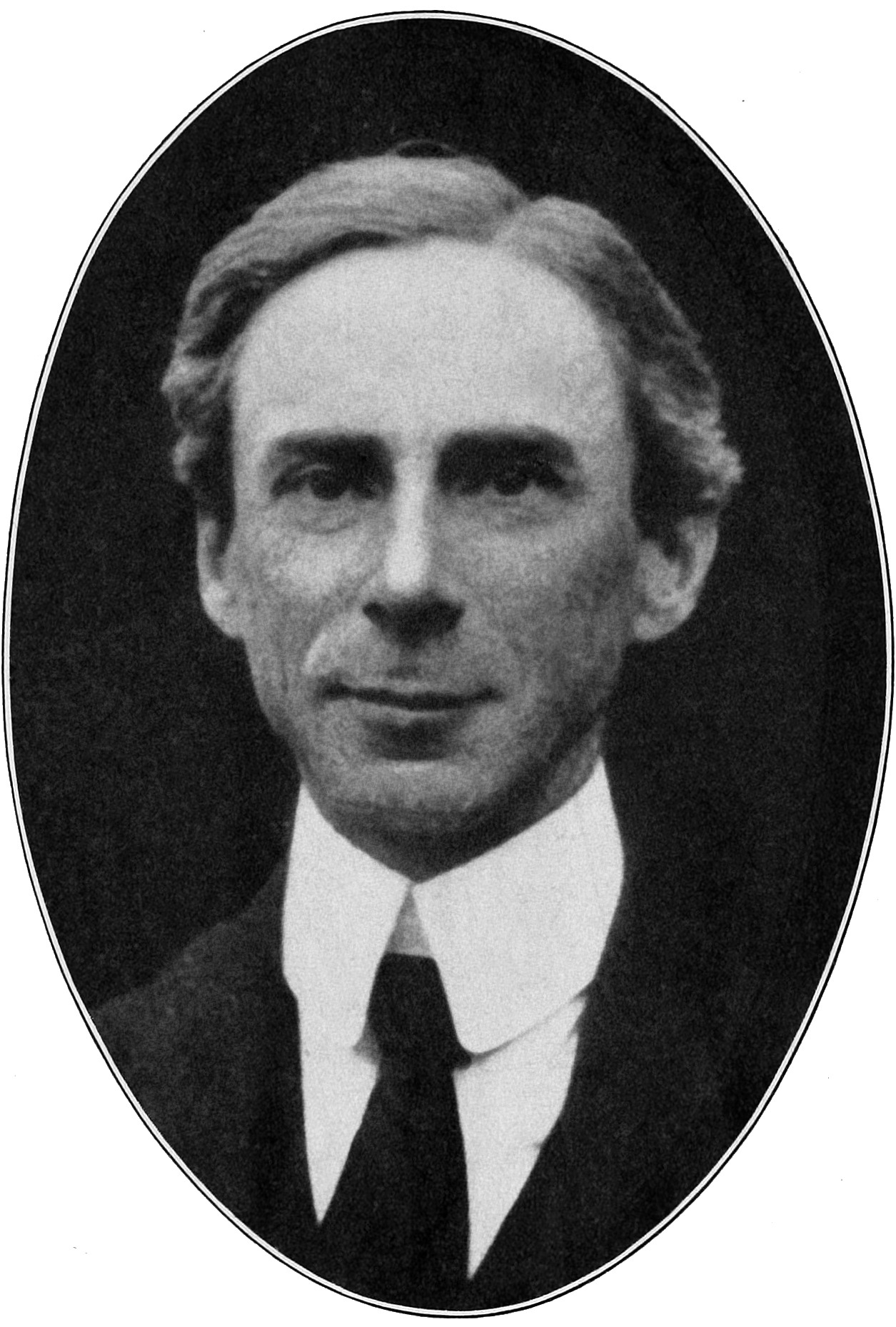
De Britse filosoof Bertrand Russell wordt gezien als een van de grondleggers van de analytische filosofie

Het begin van de analytische filosofie ligt in Groot-Brittannië en de Verenigde Staten aan het begin van de 20e eeuw. Er zijn vijf fases te onderscheiden in de geschiedenis van de analytische filosofie. De eerste fase, ongeveer van 1900 tot 1910, wordt gekenmerkt doordat in het bijzonder G.E. Moore en Bertrand Russell zich probeerden af te zetten tegen het destijds dominante ideeëngoed aan de Britse universiteiten: het Brits idealisme. Moore en Russell stelden daar zelf een vorm van naïef realisme tegenover, en concentreerden zich nadrukkelijk op het onderzoek naar de betekenis van filosofische termen en uitspraken. Bovendien geloofde Russell dat de natuurlijke taal vaak tot filosofische misverstanden leidt. Hij probeerde daarom uitspraken te herformuleren in een striktere, meer eenduidige taal, met name de logica. Deze herformulering moest het mogelijk maken om de filosofische problemen beter te begrijpen en op te lossen. Door zo'n probleem te vertalen in symbolische logica was het zelfs mogelijk dat het uiteindelijk geen filosofisch probleem bleek te zijn.
Een verder kernfiguur in de analytische filosofie is de Duitse filosoof Gottlob Frege. Frege probeerde, net als Russell, de filosofie te verbinden met een sterke logica. Frege werkte vooral op gebied van de filosofie van de wiskunde, de logica en de taalfilosofie. Hij was daarnaast ook een voorstander van het logicisme, het geloof dat de wiskunde gefundeerd kon worden op de logica. Dit project zal echter uiteindelijk falen nadat Kurt Gödel in 1931 zijn beroemde onvolledigheidsstellingen zou publiceren. Russell zou verder bouwen op dit werk van Frege, en diens logica combineren met het empirisme van David Hume. Net als Frege probeerde hij, samen met A.N. Whitehead de wiskunde te funderen in hun Principia Mathematica, maar moesten deze ambitie ook opgeven.

### Logisch atomisme
De tweede fase, van 1910 tot 1930, wordt gekenmerkt door de focus op het logisch atomisme en het construeren van een ideale taal. Zowel Moore als Russell wijzigden hun positie ten opzichte van het eerder genoemde realisme. Als alternatief ontwikkelde Russell samen met Ludwig Wittgenstein het logisch atomisme. Russell geloofde dat de wereld bestond uit een reeks atomaire feiten en de waarheid van proposities afhing van de mate waarin deze zouden corresponderen met deze atomaire feiten. De taak van de filosofie bestond erin proposities te bestuderen en hun onderliggende logische structuur te ontdekken, en zo er dus achter komen welke proposities waar zijn en welke niet.
Wittgenstein zou sterk op deze theorie verder bouwen in zijn Tractatus Logico-Philosophicus (1921), maar er tegelijkertijd ook op verschillende punten van afwijken. In dit werk stelt Wittgenstein zijn afbeeldingstheorie van de waarheid en de betekenis (picture theory of meaning) van zinnen voor. Zinnen moesten, om waar te zijn of om überhaupt iets te betekenen, corresponderen met de werkelijkheid, of anders gezegd moesten zij de wereld afbeelden of afspiegelen. Zinnen die dus niet met iets in de wereld overeenkwamen werden door Wittgenstein als zinloos beschouwd. Hij concludeerde dat ook de ethiek, de religie en de esthetica onder deze laatste categorie vallen, en dus dat er niets zinvol over hen gezegd kan worden. Dit wil niet zeggen dat Wittgenstein deze gebieden in zijn geheel verwierp, maar wel dat men er geen zinnige uitspraken over kan maken, en men er daarentegen dingen over moet tonen. Verder was het ook problematisch dat ook zijn eigen werk dan zinloos zou zijn, zo beeldt de Tractatus immers niet van de werkelijkheid af. Wittgenstein stelde dan ook zelf voor in zijn boek dat men dit werk moet zien als een ladder die men - eens opgeklommen - moet weggooien.

### Logisch positivisme

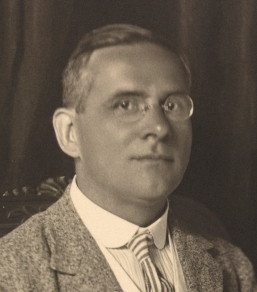
De filosoof Moritz Schlick was de leider van de Wiener Kreis

De derde fase, ongeveer van 1930 tot 1945, is de fase van het logisch positivisme van de Wiener Kreis, geleid door de filosoof Moritz Schlick en gepopulariseerd door A.J. Ayer. Deze cirkel bouwde sterk voort op het werk van Frege, Russell en Wittgenstein. Zeker de Tractatus van Wittgenstein had een sterke invloed op deze filosofen, en Wittgenstein werd dan ook vaak uitgenodigd om aan de discussies deel te nemen. Men kan de filosofie van de Wiener Kreis dan ook beschouwen als een verdere ontwikkeling van het werk van Wittgenstein. Zo betoogden deze logisch positivisten dat enkel empirisch verifieerbare uitspraken zinvol waren, en de rest verworpen moest worden. Schlick zal bijvoorbeeld stellen dat de betekenis van een propositie ligt in haar verificatie. Uitspraken over God, ethiek en metafysica werden als onzin verworpen. Hiermee verschilden ze al op een belangrijk punt van Wittgenstein: terwijl Wittgenstein de ethiek en religie een belangrijke plaats geeft, worden deze helemaal weggecijferd in het logisch positivisme. Zo hielden ze bijvoorbeeld de positie van het emotivisme aan op vlak van ethiek: een ethische uitspraak was niet meer dan een uitdrukking van een gevoel.
Men kan dit logisch positivisme begrijpen als reactie tegen het typisch Duits idealisme en de Duitse romantiek. Ook het opkomende naziregime en antisemitisme speelde een belangrijke rol in hun ontwikkelen. De logisch positivisten wilden aantonen dat de mythische en metafysische standpunten van waaruit het antisemitisme en het nazisme gelegitimeerd werden op niets gefundeerd en onzinnig waren.
Andere leden van deze cirkel waren Rudolf Carnap, Herbert Feigl, Carl Hempel en Otto Neurath. Ook Kurt Gödel was sterk verbonden met deze groepering. Deze laatste personen vluchtten allemaal uiteindelijk naar de Verenigde Staten, alleen Neurath zou via Nederland in Groot-Brittannië terechtkomen. Mede hierdoor won de analytische filosofie het in Amerika van andere filosofische stromingen zoals het klassieke pragmatisme. Schlick werd echter uiteindelijk in 1936 vermoord en de steeds hoger oplopende druk door het nazisme leidde er uiteindelijk toe dat de cirkel uiteenviel, waarbij vele leden naar het buitenland vluchtten.

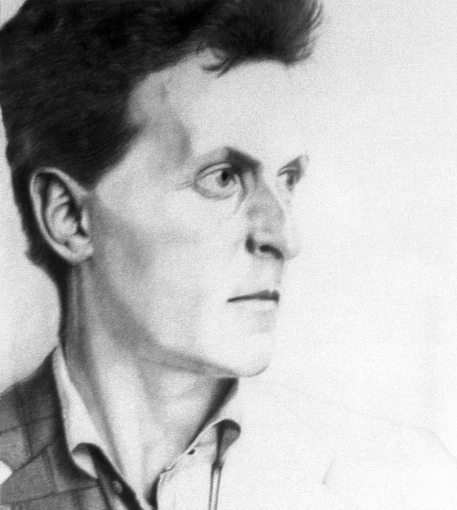
De filosoof Ludwig Wittgenstein was een centraal figuur in de ordinary language philosophy

### Ordinary language philosophy
De vierde fase, 1945 tot 1965, is die van de analyse van de gewone taal, bekend onder de naam Ordinary language philosophy. De ambitieuze projecten van het logisch positivisme, Russell en anderen om een ideale taal te construeren gebaseerd op logica werden opgegeven. Zeer in het bijzonder zijn hier de bijdragen te noemen van John Wisdom en Ludwig Wittgenstein, toen die werkten aan de Universiteit van Cambridge, en van Gilbert Ryle, John Austin en Peter Strawson van de Universiteit van Oxford. Het werk van de latere Wittgenstein moet immers worden onderscheiden van zijn vroegere werk, waarvan hij vele onderdelen verwierp. Zo stelde hij niet meer dat de betekenis van een woord afhing van de relatie met een atomair feit, maar daarentegen dat zijn de betekenis lag in het gebruik van die term in de alledaagse taal. Hij beschreef de taal en haar gebruik aan de hand van taalspelen: er zijn verscheidene soorten taalgebruik naast elkaar, afhangend van de context, zoals er ook verscheidene spelen zijn. De betekenis komt dus voort uit haar gebruik binnen zo'n specifiek taalspel. Men moet dan ook niet meer op zoek gaan naar een vaste betekenis van een woord, maar overeenkomsten van woorden opvatten als familiegelijkenissen. Zoals leden van een familie wel bepaalde gelijke eigenschappen hebben, zoals haarkleur, oogkleur, lengte, gezichtsbouw, maar ze tegelijkertijd niet allemaal dezelfde ogen en haarkleur hebben. Zo ook hebben woorden hun gelijkenissen, maar delen ze niet alle gelijkenissen met elkaar.
Dit soort filosofie zou eindelijk van het filosofisch toneel verdwijnen. Kritiek erop vond men onder andere in het werk van Ernest Gellner , vooral in zijn boek Words and Things (1959), maar ook Bertrand Russell zou blijven kritiek hebben op deze benadering, en vond de gewone taal niet genoeg om een filosofie op te bouwen.

### Pluralisme
De vijfde fase vanaf de jaren 1960 wordt gekenmerkt door een postlinguïstiek pluralisme. De taal staat niet langer centraal en allerhande subdisciplines van de analytische filosofie gaan verder dan taalfilosofie of de hieruit afgeleide metafysica. De vijfde fase is niet te kenmerken door een gemeenschappelijke filosofische visie of interesse. Wat wel blijft bestaan in de analytische filosofie van vandaag is een bepaalde stijl met nadruk op precisie en grondigheid in de analyse van een afgebakend onderwerp en een afkeer van vage discussie over de 'Grote Verhalen': klassieke metafysische systemen die trachten allesomvattend te zijn.

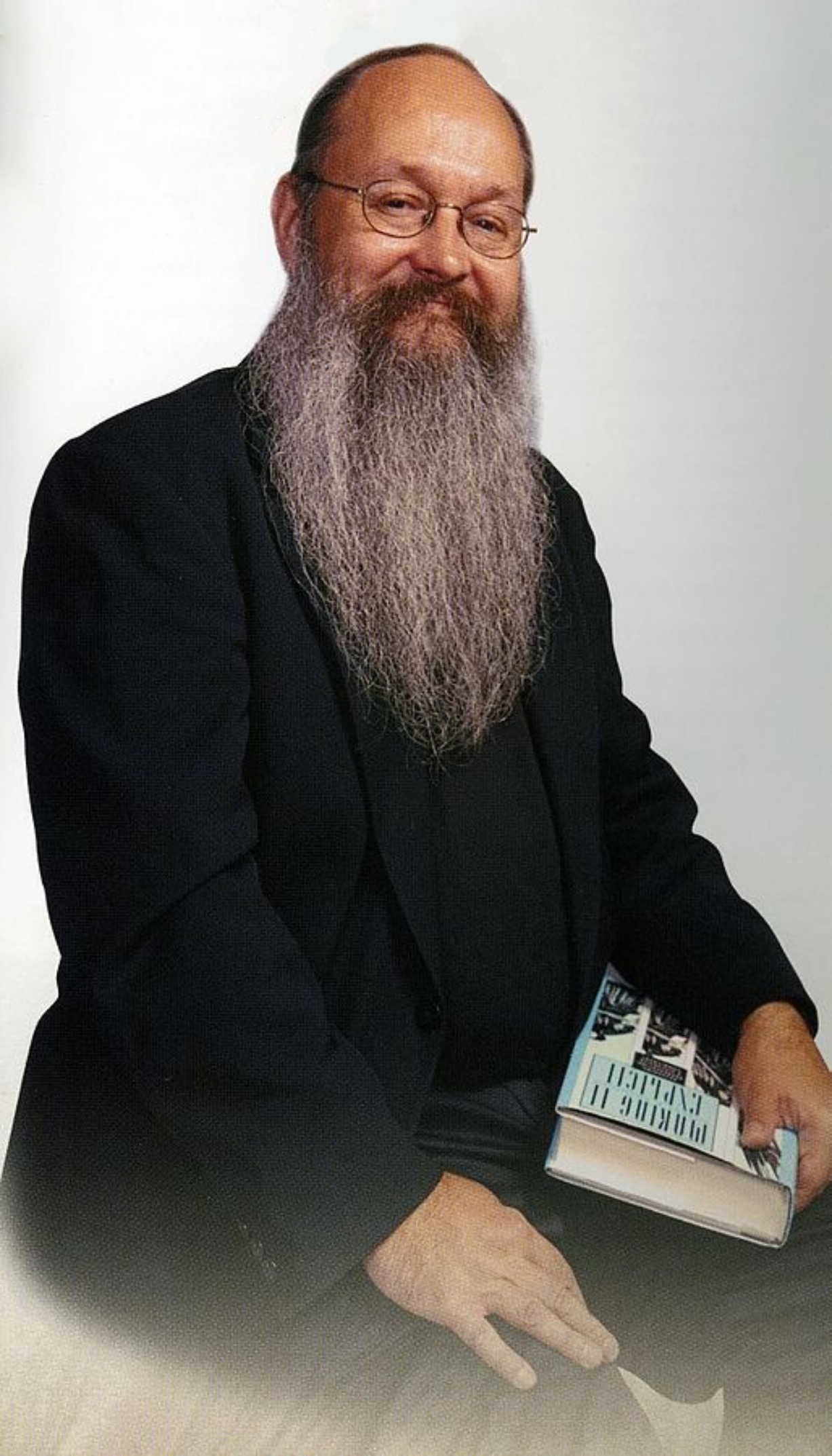
Robert Brandom

Kenmerken die wel op te merken zijn, zijn de heropleving van zekere filosofische vakdiscipilines die al van bij het begin van de analytische traditie uit beeld waren verdwenen. Zo kwamen de metafysica en de antieke filosofie weer in beeld. Hoewel analytische filosofen zich nog steeds niet wagen aan het opstellen van hele metafysische systemen, zijn er toch bepaalde onderwerpen in de metafysica terug populair in de analytische filosofie. De filosoof Peter Strawson speelde hier een rol in, onder andere doordat hij de term descriptieve metafysica introduceerde: de metafysicus had de taak de ontologische structuren zoals ze zich aan ons tonen te beschrijven. Ook het werk van W.V.O. Quine heeft dit mee in de hand gewerkt. Zo zette hij in zijn essay Two Dogmas of Empiricism (1951) een kritiek uiteen op het klassieke project van het logisch positivisme en stelde dat eender welke theorie niet zuiver kan gereduceerd worden tot observatie. Andere figuren die hiertoe hebben bijgedragen zijn Donald Davidson en David K. Lewis.
Een ander hedendaags element is dat bepaalde filosofen zoals Richard Rorty en Robert Brandom hebben opgeroepen om meer toenadering te zoeken tot de continentale filosofie. Ook stellen ze bepaalde aspecten van de analytische filosofie zelf in vraag, niet zozeer de methode, maar eerder de projecten en doelen die analytische filosofen zichzelf vooropstellen. Iemand als Rorty verwerpt bijvoorbeeld in zijn boek Philosophy and the Mirror of Nature (1980) de eeuwenoude zoektocht naar een fundament voor ware en zekere kennis als een verkeerde zoektocht.
Aan het begin van de 21e eeuw ontstond ook de nieuwe stroming van de experimentele filosofie met onder anderen Joshua Knobe en Shaun Nichols. Deze filosofen bekritiseren de traditionele analytische filosofie in die zin dat ze te nonchalant zou vertrekken van filosofische intuïties die zogenaamd algemeen gedeeld worden. Experimentele filosofen willen die claims net testen en doen experimenten, onder anderen via het voorleggen van gedachte-experimenten zoals het Gettier-probleem aan niet-filosofen, en kijken of deze intuïties inderdaad algemeen gedeeld worden. Sommige experimenten doen dan ook twijfels rijzen rond zulke intuïties omdat deze, althans volgens sommige van de verrichte experimenten, kunnen variëren naargelang de context, de cultuur en zelfs het geslacht. Er is tevens al veel kritiek gekomen op de experimentele filosofe, onder anderen door Timothy Williamson. Breder heeft de opkomst van de experimentele filosofie meer aandacht gevraagd voor een metafilosofie rond argumentatie en intuïtie.

## Subdisciplines
Zoals al eerder vermeld kenmerkt de analytische filosofie zich erdoor dat ze zich niet laat opsplitsen in verscheidene verschillende stromingen, maar zich eerder concentreert op de verschillende filosofische vakgebieden en problemen. Het is dan ook de regel dat als men zich in de analytische filosofie wil verdiepen, men dit het best kan aanpakken via het benaderen van de verschillende problemen. Verscheidene filosofen zullen dan hebben geschreven over het probleem in kwestie dat men nader bekijkt, en ze zullen allemaal hun argumenten hebben en hun eigen standpunten. Het is dus wel een regelmatig gegeven dat er binnen een filosofisch probleem talloze verschillende posities zijn, of klassieke oplossingen voor een probleem. Analytische filosofen zullen zich dan regelmatig onder een bepaalde oplossing of benaderingswijze van zo'n probleem plaatsen. Wat hier nu volgt is een korte schets van de voornaamste vakgebieden binnen de analytische traditie, en de voornaamste posities.

### Filosofie van de Geest
Een van de kerngebieden in de hedendaagse analytische filosofie is de filosofie van de geest. In principe is deze discipline al sterk opgekomen na het werk van René Descartes, en zijn dualisme tussen de ziel en het lichaam van de mens. Hij geloofde dus dat elk mens een immateriële substantie is, die het lichaam bewoont. Dit resulteerde in het traditionele lichaam-geestprobleem in de analytische filosofie. Een eerste reactie op Descartes' visie, die uiterst problematisch bleek, was het filosofisch behaviorisme ontwikkeld door personen als Gilbert Ryle. Deze behavioristen wilden voornamelijk dit dualisme ondergraven en ontkenden deze klassieke tegenstelling tussen geest en lichaam: Ryle stelde dat het mentale gelijk is aan iemands gedrag. Dit filosofisch behaviorisme was dus sterk verbonden met het behaviorisme in de psychologie.

Het probleem van de vrije wil is een klassiek probleem binnen de filosofie van de geest

Dit behaviorisme kwam later echter in diskrediet, en werd opgevolgd door de identiteitstheorie, vertegenwoordigd door personen als J.J.C. Smart en Ullin Place. Deze stelde dat mentale toestanden gewoon identiek waren aan fysische toestanden. Later zal, als gevolg van bepaalde kritieken, ook deze theorie worden vervangen door het functionalisme met onder andere Hilary Putnam. Dit is in feite een zwakkere variant ervan die stelt dat een mentale toestand gelijk is aan de functionele toestand die zij bekleedt. Belangrijk hierbij is de notie van meervoudige realiseerbaarheid. Dat er steeds nieuwe theorieën opduiken wil niet zeggen dat de oudere niet meer verdedigd worden. Zo hangt iemand als David Chalmers nog een vorm van het dualisme aan, en iemand als David Armstrong een vorm van de identiteitstheorie.
Hoewel het lichaam-geestprobleem centraal staat in de filosofie van de geest, is het niet het enige waarmee men zich in deze discipline bezighoudt. Een ander belangrijk probleem is het probleem rond persoonsidentiteit: wat maakt dat een persoon door de tijd heen nog dezelfde persoon is? Klassieke besprekingen hiervan vond men al in het werk van John Locke en David Hume. Moderne besprekingen vindt men in het werk van Derek Parfit en Thomas Nagel. Een ander belangrijk onderwerp is dat rond de vraag naar het bestaan van vrije wil, en de mogelijkheid dat de mens volledig gedetermineerd zou zijn.
Verdere problemen en onderwerpen zijn de vraag wat nu net een handeling is, wat men precies onder mentale causaliteit moet verstaan, wat de aard van het bewustzijn is, bijvoorbeeld in het werk van Daniel Dennett, en de thesis van Jerry Fodor, die verdedigt dat het bewustzijn en zijn ervaringen zich uitdrukt in een eigen taal, het Mentalese.

### Logica
Een ander centrale discipline binnen de analytische filosofie is de logica. De logica was vanaf het begin al heel sterk aanwezig in de analytische filosofie, voornamelijk ook doordat de eerste analytische filosofen zoals Gottlob Frege, Bertrand Russell en Ludwig Wittgenstein zich sterk met deze problematiek inlieten. Daarnaast lag hun aandacht ook sterk in de filosofie van de wiskunde. Deze filosofen, en later ook de Wiener Kreis met onder anderen Rudolf Carnap, waren sterk geporteerd voor het logicisme: de idee dat de wiskunde, en in principe zo alle andere formele disciplines, in de logica konden worden gefundeerd. Een cruciaal werk dat hiertoe behoort is de Principia Mathematica van Russell en A.N. Whitehead. Zoals eerder vermeld zorgden Kurt Gödels onvolledigheidsstellingen in 1931 ervoor dat aan deze ambitie een einde kwam.

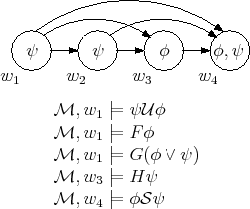
Kripkemodellen voor modale logica

De logica verloor na deze teleurstelling aan belang bij de ordinary language philosophy, maar verdween nooit helemaal uit de analytische filosofie. Zo bleef Carnap, maar ook Karl Popper, onderzoek doen naar de logische kant van begrippen als waarschijnlijkheid. Daarnaast bleek deze terugval ook maar tijdelijk en hebben recentere analytische filosofen, bijvoorbeeld W.V.O Quine, terug meer aandacht voor de logische kant van de filosofie. Belangrijk is bijvoorbeeld het openbreken van de klassieke logica en ontwikkeling van de modale logica, de intuïtionistische logica, de meerwaardige logica en paraconsistente logica. Een bekende vorm is bijvoorbeeld de fuzzy logic, ontwikkeld door Lotfi Zadeh. In bredere zin gaat dit om het onderzoek naar vage predicaten zoals 'groot' of 'klein', iets dat bijvoorbeeld ook speelt in de zogenaamde paradox van de hoop (paradox of the heap): vanaf hoeveel 'zandkorreltjes' kan men (niet meer) spreken van een 'hoop zand'?
Ook is er veel verschenen in de modale logica rond zogenaamde mogelijke werelden, bijvoorbeeld in het werk van D.K. Lewis en Saul Kripke met zijn kripkemodel. Het gaat hier voornamelijk om het logisch begrijpen wat een 'mogelijkheid' (genoteerd als {\displaystyle \Diamond \phi }) of een 'noodzakelijkheid' ({\displaystyle \Box \phi }) is. Kripke definieert {\displaystyle \Box \phi } als waar dan en slechts dan als {\displaystyle \phi } waar is in alle mogelijke werelden en {\displaystyle \Diamond \phi } dan en slechts dan als {\displaystyle \phi } het geval is in minstens één mogelijke wereld. Lewis ging in zijn werken Counterfactuals (1973) en On the Plurality of Worlds (1986) zelfs zo ver dat hij stelt dat deze andere mogelijke werelden werkelijk los van onze wereld bestaan. Dit is het zogenaamd modaal realisme. Zijn naamgenoot C.I. Lewis heeft de basis gelegd voor de modale logica, voornamelijk door zijn boek A Survey of Symbolic Logic (1918). Andere nog niet vermelde belangrijke logici zijn Richard Montague, C.S. Peirce, Frank Ramsey en Alfred Tarski.

### Ethiek
Filosofen binnen de analytische traditie die zich hebben beziggehouden met ethiek kunnen worden opgesplitst in drie groepen:
- Normatieve ethiek: men houdt zich bezig met het onderzoeken en het formuleren van normatieve ethische stellingen.
- Meta-ethiek: men houdt zich bezig met de vraag wat nu precies een ethisch oordeel of een waarde inhoudt.
- Toegepaste ethiek: men houdt zich bezig met hoe de bestaande ethische principes het best kunnen worden toegepast in de concrete praktijken.

Normatieve Ethiek
In de eerste helft van de 20e eeuw stonden analytische filosofen nogal sceptisch tegenover het formuleren van normatieve ethiek. Zo werd het enerzijds opgevat als te pretentieus: net als analytische filosofen metafysische systemen wilden vermijden, zo gold dit ook voor gehele ethische systemen. Daarnaast was er nog de tendens, grotendeels door het werk van de logisch positivisten, dat men de werkelijkheidswaarde van zo'n normatieve ethiek in vraag stelt. Iemand als Alfred Ayer zal bijvoorbeeld het standpunt van het emotivisme innemen: ethische uitspraken zijn niet meer dan een uitdrukking van je persoonlijke gevoelens. De enige nog bestaande uitgebreide ethische theorie in deze periode was het utilitarisme.
Hier leek verandering in te komen in de tweede helft van de 20e eeuw. G.E.M. Anscombe wekte in haar Modern Moral Philosophy (1958) weer een hernieuwde aandacht voor de deugdenethiek op, zoals dat terug te vinden is in het werk van Aristoteles. Anderzijds bood John Rawls in zijn A Theory of Justice (1971) een alternatief voor het utilitarisme en een hernieuwde aandacht voor de kantiaanse ethiek. Niet het hoogste nut is nastrevenswaardig volgens Rawls, maar onvoorwaardelijke principes als het gelijkheidsbeginsel.
Meta-ethiek

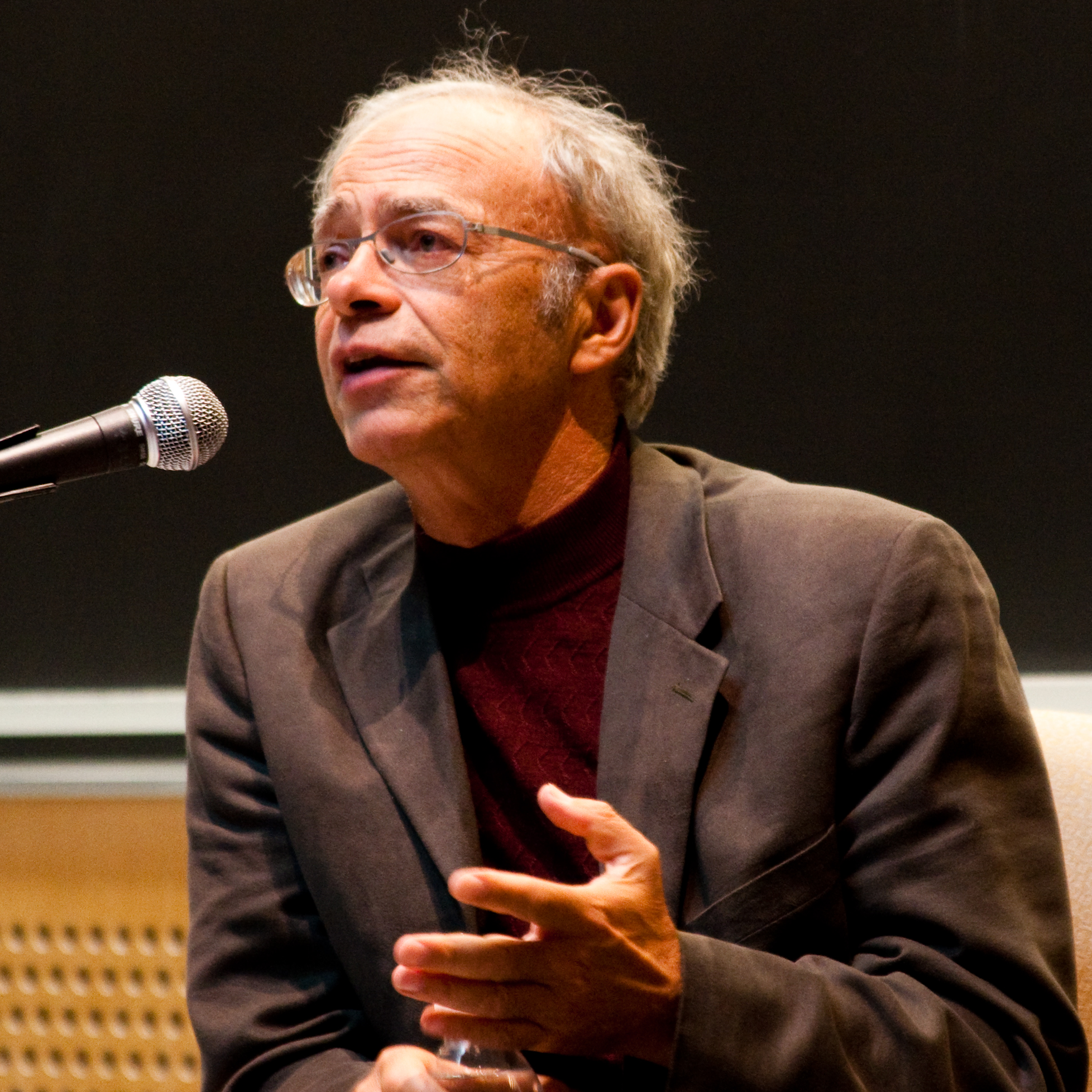
Iemand als Peter Singer houdt zich uitvoerig bezig met verscheidene ethische kwesties

De meta-ethiek vertrekt vooral van twee steunpilaren. Enerzijds was er G.E. Moore en zijn onderzoek naar de betekenis van ethische termen zoals goed in zijn Principia Ethica (1903), waar hij het punt van de naturalistische dwaling naar voren bracht. Dit ethisch intuïtionisme is nauw verwant met het werk van David Hume en zijn is-ought distinction: ethische feiten zijn sui generis, ze zijn niet af te leiden van of funderen op de feiten in de wereld zelf.
De tweede pilaar was het werk verricht door het logisch positivisme, en haar stelling dat uitspraken die niet verifieerbaar zijn, zinloos zijn. Hoewel deze stelling oorspronkelijk vooral bedoeld was ter ondersteuning van de wetenschappen, zorgde ze er ook voor dat ethische uitspraken op zich zinloos werden. Het lijkt immers niet mogelijk een ethische uitspraak (zoals 'hij is een kwaadaardig persoon') werkelijk te verifiëren. Zoals eerder vermeld hielden verscheidene logisch positivisten het standpunt van het emotivisme aan. Een moderne variant hiervan is terug te vinden in het werk van John Mackie, die de stelling van de Error Theory omtrent ethische uitspraken verdedigt: ethische uitspraken zijn allemaal foute uitspraken, want morele waarden zijn niet terug te vinden in de werkelijkheid. We vinden ze zelf uit.
Ethische uitspraken worden door de meeste filosofen echter als uitermate belangrijk gezien, en dit stimuleerde dus veel reacties op deze houding. Vroege voorbeelden zijn al te vinden in het werk van Anscombe en Phillipa Foot. Meer moderne voorbeelden zijn Peter Strawson en Thomas Nagel. Strawson neemt bijvoorbeeld de stelling in van een ethisch naturalisme: je kan misschien wel theoretisch twijfelen aan het bestaan van ethische waarden, maar in praktijk kan je niet anders dan ze als bestaand te erkennen. Nagel verdedigt in zijn werk dan weer een moreel realisme, waarbij hij stelt dat dit moreel scepticisme voortkomt uit een verkeerd beeld van wat nu net objectiviteit is.
Toegepaste Ethiek
De tak van de toegepaste ethiek kwam vooral op vanaf de jaren 70. Men wilde hierbij de morele principes, uitgewerkt in de verschillende theorieën, toepassen op specifieke praktische problemen. Problemen waar men zich vooral op richt zijn milieuproblematiek, dierenrechten en de bio-ethiek. Een bekend auteur hier is bijvoorbeeld Peter Singer die zich regelmatig met maatschappelijke kwesties zoals dierenrechten heeft beziggehouden.

### Godsdienstfilosofie
Net als de ethiek kwam ook de godsdienstfilosofie pas later opzetten in de analytische filosofie. Na de ondergang van het logisch positivisme kwam er dan ook een hernieuwde interesse in de godsdienstfilosofie door auteurs als William Alston, John Mackie, Alvin Plantinga, Robert Merrihew Adams, Richard Swinburne en Antony Flew. Deze hielden zich zowel bezig met nieuwe als met klassieke filosofische problemen zoals mirakels, godsbewijzen, goed en kwaad en het bestaan van God.
Filosofen als Plantingua, Mackie en Flew bespraken zo bijvoorbeeld de typische oplossing van de vrije wil voor het probleem van het Kwaad in de wereld. Alston heeft dan weer, in het verlengde van de taalfilosofie een bespreking van de aard van het religieus taalgebruik uitgevoerd. De filosoof Robert Adams heeft zich in The Virtue of Faith And Other Essays in Philosophical Theology (1987) ook beziggehouden met de relatie tussen geloof en moraliteit. Verder heeft men zich in de analytische godsdienstfilosofie ook beziggehouden met het werk van Wittgenstein, alsook met de godsdienstfilosofie van Søren Kierkegaard.

### Politieke filosofie

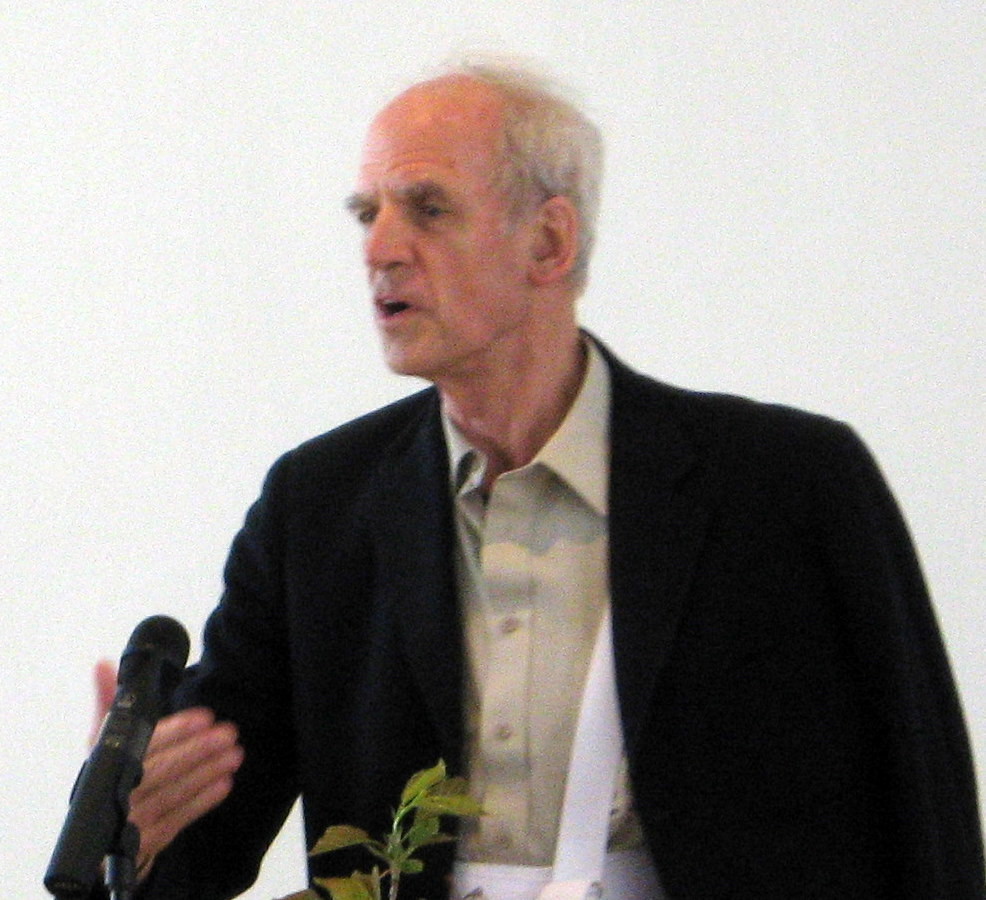
Charles Taylor is een voorbeeld van een hedendaags politiek filosoof in de analytische filosofie

De politieke filosofie in de analytische traditie bouwt vooral voort op het werk van John Rawls en diens A Theory of Justice (1971). Hierin zet hij een uitgebreide verdediging van het (Amerikaans-) liberalistisch gedachtegoed uiteen. Een vroege reactie op dit werk was het boek Anarchy, State, and Utopia (1974) waarin Robert Nozick zijn vrije markt libertarianisme als alternatief uitwerkt. Verder van belang was ook het werk van Isaiah Berlin en zijn Two Concepts of Liberty (1958) waarin hij het klassiek onderscheid tussen negatieve en positieve vrijheid introduceert. Verdere personen die zich sterk in dit debat hebben gevoegd zijn Ronald Dworkin en Philippe van Parijs die verfijningen aanbrengen aan Rawls' theorie en oplossingen trachten te vinden voor de problemen die zich voordeden.
De laatste jaren echter wordt er veel kritiek geleverd op dit traditionele liberalisme. Deze kritiek wordt geuit van feministische hoek in het werk van Catharine MacKinnon en Andrea Dworkin, communitaristische hoek door Michael Sandel en Alasdair MacIntyre en uit multiculturalistische hoek door Amy Gutmann en Charles Taylor. Hoewel geen analytische filosofen, hebben ook de Indiase econoom Amartya Sen en de Duitse socioloog Jürgen Habermas veelvoudig geschreven over deze onderwerpen. Habermas verwerkt in zijn theorieën elementen van de sociologie, marxisme, neokantianisme en pragmatisme.
Analytisch marxisme
Een andere ontwikkeling in de politieke filosofie binnen de analytische filosofie was het analytisch marxisme. Filosofen hierin proberen de analytische methode, samen met bepaalde elementen van de sociale wetenschap zoals de Rationele-keuzetheorie, te gebruiken in combinatie met het werk van Karl Marx en zijn volgelingen. Het best bekend hierin is de filosoof Gerald Cohen die met zijn werk Karl Marx's Theory of History: A Defence (1978) kan beschouwd worden als de grondlegger van deze school. In dit boek probeerde Cohen Marx' filosofie te verdedigen aan de hand van de typische logische en linguïstische analyse van de analytische filosofie. Andere analytische filosofen zijn John Roemer, John Elster en Erik Olin Wright.

### Metafysica
Het kenmerk bij uitstek van de breuk van de hedendaagse analytische filosofie met de vroegere streng taalgerichte analytische filosofie was het terug naar voren brengen van metafysische onderwerpen. Belangrijk voor de herontdekking van de metafysica was het werk van Willard Van Orman Quine, en zijn aanval op het onderscheid tussen een analytisch en synthetisch oordeel. Hierdoor gaf hij felle kritiek op de thesis van Rudolf Carnap die externe vragen, zoals die in de metafysica voorkomen, als zinloos beschouwde.
Het zijn vooral filosofen als David Kellogg Lewis en David Armstrong die verscheidene theorieën hebben opgesteld over onderwerpen als universalia, oorzakelijkheid, mogelijke werelden en noodzakelijkheid. Belangrijk is wel dat men opmerkt dat bij analytische filosofie de wetenschap hierbij een kernrol bekleedt. Zo schenkt men veel aandacht aan de relativiteitstheorie en de kwantummechanica. Dit vloeit voort uit het vaak voorkomend uit het wetenschappelijk realisme en het naturalisme dat vele analytische filosofen aanhangen.

### Taalfilosofie
De taalfilosofie was in het begin van de analytische filosofie een van de kerndisciplines. Bekende filosofen als Gottlob Frege, Bertrand Russell, Ludwig Wittgenstein, J.L. Austin, Alfred Tarski, and W.V.O. Quine hebben zich hier dan ook sterk mee beziggehouden. Ook de Ordinary language philosophy gaf de taal, weliswaar de alledaagse taal, een centrale plaats in hun filosofie. Het was een bekende techniek van filosofen zoals John Austin en Gilbert Ryle dat zij traditionele filosofische problemen afdeden als pseudoproblemen na een grondige analyse van het taalgebruik. Recentelijk heeft de taalfilosofie echter in belang ingeboet, hoewel het nog altijd sterk aanwezig is in de achtergrond van alle analytische filosofen.
Meer hedendaagse taalfilosofen zoals Donald Davidson, Hilary Putnam, W.V.O. Quine pleiten voor een holistische opvatting van de taal, gekend onder de naam semantisch holisme: een bepaald deel van de taal, een woord, een zin, wordt bepaald door een groter geheel en misschien zelfs de hele taal. Op deze opvatting is kritiek geuit door personen als Michael Dummett en Jerry Fodor: het lijkt zo onmogelijk echt een taal aan te leren, aangezien men de gehele taal al moet kennen wil men een bepaalde term verstaan. Er is hier dus volgens deze auteurs sprake van een zekere circulariteit.
Daarnaast heeft de filosoof Saul Kripke zich in zijn werk Naming and Necessity (1980) beziggehouden met bepaalde aspecten van de taalfilosofie. Zo betoogt hij dat veel voorkomende theorieën omtrent eigennamen vertrekken van verkeerde aannames of verkeerde visies over de metafysica van noodzakelijkheid en mogelijkheid. Kripke zal dan ook gebruikmaken van de nieuwe modale logica om bepaalde klassieke inzichten in de taalfilosofie te herzien.

### Wetenschapsfilosofie

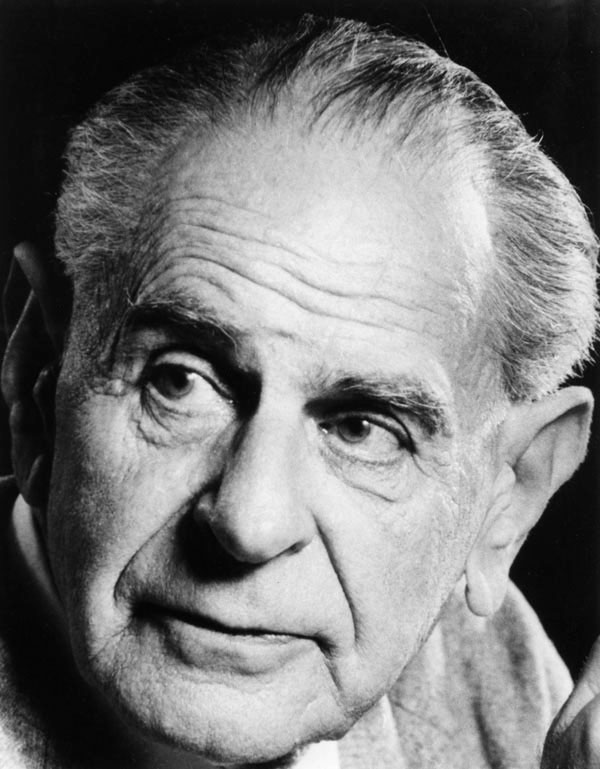
De filosoof Karl Popper is een van de bekendste wetenschapsfilosofen

De discipline van wetenschapsfilosofie is ook een centrale discipline in de analytische traditie. Zo hielden de logisch positivisten zich al sterk bezig met onderwerpen gerelateerd aan wetenschap. Zo zullen zij zich uitvoerig bezighouden met de aard van wetenschappelijke theorieën. Iemand als Carl Hempel zal dan ook een nieuwe confirmatietheorie uitwerken. Ook filosofen als Russell en Frege hielden zich ermee bezig, weliswaar dan eerder gericht op de meer formele wetenschappen zoals de wiskunde. Wetenschapsfilosofen houden zich ook sterk bezig met de nieuwe wetenschappelijke theorieën die in de 20e eeuw zijn opgekomen, zoals de relativiteitstheorie en de kwantumfysica. Deze onderwerpen worden echter vooral behandeld in de filosofie van de fysica, een subdiscipline van de wetenschapsfilosofie. Ook gebieden als de filosofie van de biologie en filosofie van de chemie winnen aan aandacht, voornamelijk door de voortdurende discussies rond de evolutietheorie en haar betekenis en de vraag of biologie en chemie te reduceren zijn tot fysica. Voorbeelden hiervan zijn Daniel Dennetts Darwin's Dangerous Idea (1995) en Jaap van Brakels Philosophy of Chemistry (2000).
Een volgend kernfiguur in de wetenschapsfilosofie is Karl Popper, die reageerde tegen het verificationisme van het logisch positivisme. Hij stelde daarentegen het criterium van falsificatie voor: een theorie is wetenschappelijk als zij gefalsifieerd kan worden, dit betekent dat het duidelijk is weergegeven wanneer de theorie in kwestie fout zal zijn, en er dus ook op getest kan worden. Dit is voor Popper dan ook het criterium voor het onderscheid tussen wetenschap en pseudowetenschap. Er zijn echter veel reacties op Popper gekomen. Een voorbeeld ervan is terug te vinden in het werk van Paul Feyerabend die in zijn boek Against Method (1975) breekt met alle conventies in de wetenschapsfilosofie. Wetenschappelijke vooruitgang wordt niet zozeer bepaald door vaste, rigide methodes zoals Popper en het logisch positivisme ze voorstelden.
Een ander belangrijk punt binnen de wetenschapsfilosofie is de problematiek aangekaart door Thomas Kuhn in zijn werk The Structure of Scientific Revolutions (1962). Kuhn betoogt dat er geen sprake is van een werkelijke wetenschappelijke vooruitgang die cumulatief verloopt. Wat er daarentegen wel is, zijn wetenschappelijke revoluties: vooruitgang komt door radicale breuken met de vroegere paradigma's in de wetenschap. Reacties hierop zijn gekomen door onder anderen Imre Lakatos en Larry Laudan.
Ook de filosoof W.V.O. Quine is belangrijk geweest in de wetenschapsfilosofie. Hij is bijvoorbeeld bekend voor zijn kritiek op het logisch positivisme, maar anderzijds ook door het aankaarten van de Duhem-Quinestelling, die stelde dat het onmogelijk was dat men in de wetenschap een aparte hypothese kan testen.

### Epistemologie
Ook de kennistheorie of epistemologie heeft altijd een centrale plaats in de analytische filosofie ingenomen. Klassieke auteurs als Russell en Wittgenstein vroegen zich al af waaruit kennis nu juist bestaat, en wat een overtuiging nu net waar of fout maakt. Het logisch positivisme probeerde eveneens een vast fundament voor kennis te vinden, en trachtte dat via de logica en de wetenschap te doen. Dit project werd echter beetje bij beetje opgegeven. De eerder vernoemde Karl Popper zal bijvoorbeeld al kritiek leveren op dit project naar zekere kennis. Hij verwerpt die zoektocht, en stelt een fallibilistische positie voor, namelijk dat men moet toegeven dat de inzichten die men heeft nooit echt zeker zijn, maar altijd weerlegd kunnen worden. Meer hedendaagse filosofen zoals Richard Rorty in zijn Philosophy and the Mirror of Nature (1979) staan Popper daarin bij.
Een ander centraal probleem in de epistemologie is het probleem van scepticisme, en voornamelijk hoe men deze positie kan ontkrachten. De positie van het scepticisme is klassiek geformuleerd in de filosofie van René Descartes en David Hume, maar is verscheidene malen geherformuleerd in de hedendaagse filosofie. Een voorbeeld hiervan is het gedachte-experiment van de hersenen in een vat van Daniel Dennett. Talloze filosofen hebben zich met dit probleem ingelaten, zoals Thomas Nagel, Hilary Putnam en Peter Strawson. Zo heeft Putnam een klassiek tegenargument tegen dit soort scepticisme geformuleerd. Iemand als Strawson daarentegen doet het scepticisme af als onzin, en stelt dat men weliswaar theoretisch sceptisch kan denken, maar in praktijk moet de mens altijd de buitenwereld erkennen als bestaand.
De filosoof Edmund Gettier heeft ook een klassiek probleem geformuleerd in zijn artikel Is Justified True Belief Knowledge? (1963), bekend als het Gettier-probleem. Hier stelde hij enkele voorbeelden voor die de klassieke definitie van kennis als een ware en gerechtvaardigde overtuiging (true justified belief) onderuithalen. Vele filosofen hebben dan ook geprobeerd hier een antwoord op te vinden.

### Esthetica
De esthetica heeft vooral aandacht gekregen in de analytische filosofie doordat verscheidene analytische filosofen wilden reageren op theorieën over de kunst en het schone, geformuleerd door de continentale filosofie en de postmoderne filosofie. Voorbeelden van filosofen zijn Susanne Langer en Nelson Goodman. Verdere aanzetten zijn gedaan door Guy Sircello in de jaren 70 en 80, iets wat resulteerde in nieuwe analytische theorieën over de aard van liefde, sublimiteit en schoonheid.

## Vertegenwoordigers
- Robert Adams
- William Alston
- Elizabeth Anderson
- Elizabeth Anscombe
- John Austin
- Alfred Ayer
- Brian Barry
- Isaiah Berlin
- Laurence BonJour
- C.D. Broad
- Rudolf Carnap
- David Chalmers
- Noam Chomsky
- Patricia Churchland
- Paul Churchland
- Gerald Cohen
- Donald Davidson
- Daniel Dennett
- Donna Dickenson
- Michael Dummett
- Ronald Dworkin
- Herbert Feigl
- Paul Feyerabend
- Anthony Flew
- Jerry Fodor
- Bas van Fraassen
- Gottlob Frege
- Peter Geach
- Ernest Gellner
- Edmund Gettier
- Kurt Gödel
- Nelson Goodman
- Gilles-Gaston Granger
- John N. Gray
- Paul Grice
- Susan Haack
- Ian Hacking
- John E. Hare
- Richard M. Hare
- Gilbert Harman
- H.L.A. Hart
- Carl Gustav Hempel
- Rosalind Hursthouse
- F.C. Jackson
- E.E. Constance Jones
- Jaegwon Kim
- Saul Kripke
- Thomas Kuhn
- Helga Kuhse
- Imre Lakatos
- Susanne Langer
- Larry Laudan
- David Lewis
- Joshua Knobe
- Alasdair MacIntyre
- John Mackie
- Joseph Margolis
- John McDowell
- Colin McGinn
- David Miller
- Harlan Miller
- Richard Montague
- G.E. Moore
- Max More
- Thomas Nagel
- Otto Neurath
- Shaun Nichols
- Robert Nozick
- Martha Nussbaum
- Paul Oppenheim
- Derek Parfit
- David Pears
- Ullin Place
- Alvin Plantinga
- Karl Popper
- Hilary Putnam
- W.V.O. Quine
- Tom Regan
- Frank Ramsey
- John Rawls
- Bernard Rollin
- Richard Rorty
- Bertrand Russell
- Gilbert Ryle
- Michael Sandel
- Moritz Schlick
- John Searle
- Wilfrid Sellars
- Peter Singer
- J.J.C. Smart
- Peter Strawson
- Charles Taylor
- Jules Vuillemin
- Bernard Williams
- Timothy Williamson
- John Wisdom
- Ludwig Wittgenstein